# Гречулевич Василь Якович
Протоієрей Василій Гречулевич (1791, Гнатівці - 1870, Антопіль) — православний священник Кам'янець-Подільської єпархії РПЦ, український проповідник, громадський діяч Поділля, діяч національного відродження України середини XIX ст., автор відомої книги «Проповеди на малороссийском языке…» та інших духовних творів, написаних українською мовою.

## Біографія
Народився у 1791 році в с. Гнатівці на Гайсинщині, у сім'ї сільського священника[якого?], де ніколи не цуралися української мови, любили народні пісні, звичаї і відповідно виховували свого сина. Закінчив Шаргородське духовне училище РПЦ. У 1810 вступив до Кам'янець-Подільської духовної семінарії РПЦ, яку успішно закінчив 1815. Деякий час працював викладачем в рідному Шаргородському училищі. 1820 висвячений на священика РПЦ і до кінця свого життя обіймав посаду настоятеля Чудо-Михайлівської парафії в с. Ганнополі, що за 30 кілометрів від м. Тульчина на Вінниччині.

## Громадська діяльність
На відміну від переважної більшості священиків того часу вів активну громадську діяльність. Вів активну творчу та просвітницьку діяльність. Навчав української та російської грамоти дітей та дорослих місцевих селян, постійно захищав права селян від свавілля поміщиків, виступаючи в судах і складаючи скарги у вищі інстанції. Авторитет Гречулевича серед населення округи настільки зріс, що поміщики і влада не наважувалися відкрито вживати до нього репресивних заходів. На рубежі 50-60-х років XIX ст. Гречулевич брав участь у комісіях по звільненню кріпаків і в проведенні аграрної реформи.
Водночас неординарність діяльності В. Гречулевича полягала в тому, що він практично єдиний не тільки в Подільській губернії і всупереч розпоряджень царського уряду та єпархіального начальства протягом усього періоду парафіяльної служби проповіді вів лише українською мовою.

## Творчий доробок
1849 отець Василь Гречулевич видав «Проповеди на малороссийском языке протоирея й кавалера Василия Гречулевича», що вміщували 59 текстів українською мовою. 1857 збірку видано повторно з доповненнями та виправленнями. Українські письменники та слов'янофіли зустріли проповіді Гречулевича з похвалою («Русская Беседа», 1857). Відоме публічне читання «Проповідей» Павлом Чубинським на Різдво 1860 року в Бориспільскій парафіяльній церкві.
Окрім того В. Гречулевич видав українською мовою «Катехизичні бесіди на символ віри і молитву Господню» (1858), «Бесіди про сім таїнств» (1859) та дві бесіди «Про обв'язки батьків та дітей».